# Crimen económico
Crimen económico es una expresión para describir el acto inhumano, de carácter económico, que causa graves sufrimientos a una población civil.

## El concepto de crimen económico
El economista y premio Nobel Gary Becker introdujo su "teoría del crimen" a nivel microeconómico en la década de 1950. En macroeconomía, el concepto se utilizó en los debates sobre las políticas de ajuste estructural promovidas por el Fondo Monetario Internacional y el Banco Mundial durante los años 1980 y 1990. Las situaciones que ha generado la última gran crisis económica hace que se vuelva a hablar de crímenes económicos contra la humanidad.

## Crímenes contra la humanidad
Los que apoyan el término asocian el crimen económico al concepto de "Crimen contra la humanidad", que la Corte Penal Internacional define como: 
«cualquier acto inhumano que cause graves sufrimientos o atente contra la salud mental o física de quien los sufre, cometido como parte de un ataque generalizado o sistemático contra una población civil».
No obstante, no es un tipo de crimen reconocido ni por la susodicha Corte ni por el derecho internacional, quienes tampoco reconocen como válida la línea de argumentación expuesta.

## Las crisis económicas
Según los que apoyan la expresión, los responsables de crímenes económicos son aquellas personas e instituciones que defendieron la desregulación sin control de los mercados financieros, los ejecutivos y las empresas que con sus malas prácticas se beneficiaron de los excesos durante las burbujas financieras. También son responsables quienes les permiten salir indemnes con dinero público.
Joseph Stiglitz (premio Nobel de Economía) ha opinado que «el Banco Central Europeo antepone el interés de los bancos al de los países y los ciudadanos».
Otras personas que apoyan la expresión argumentan que las agencias de calificación (Fitch Ratings, Moody’s y Standard & Poor’s), que asignan la confianza que atribuyen a un país o entidad, pueden «equivocarse»: arguyen que su opinión sobre las subprimes dio origen a la presente crisis económica del 2008.
Ignacio Ramonet, articulista de Le Monde Diplomatique, las condena, diciendo que "todo plan de austeridad y recortes se traducirá en una caída del índice de crecimiento... y las agencias de calificación, basándose en ello, rebajarán la calificación del país. Como consecuencia, éste deberá dedicar más dinero al pago de su deuda, que obtendrá recortando aún más sus presupuestos. La actividad económica y las perspectivas de crecimiento se reducirán... Y de nuevo, las agencias rebajarán su nota"